# باخاپچا
باخاپچا (روسی: Бахапча) یک رشته‌کوه در استان ماگادان کشور روسیه است.